# Suzanne Desprès
Suzanne Desprès (16 de diciembre de 1875 - 1 de julio de 1951), fue una actriz francesa nacida en la localidad de Verdun (Lorraine).
Estudió en el Conservatorio de París, donde en 1897 obtuvo su primer premio en la categoría comedia y posteriormente, en la categoría tragedia. Años más tarde se casó con el actor y director de teatro francés Aurélien Lugné-Poe (1869-1940), quien fundó una escuela de teatro de drama moderno llamada L'Œuvre. Suzanne Desprès también participó y obtuvo un notable éxito en las numerosas obras de su marido.
En 1902 debutó en el majestuoso Théâtre Français con la obra Fedra.

## Obras destacadas
Obras destacadas donde actuó:
- 1948, La belle meunière
- 1948, Une jeune fille savait
- 1947, Panique
- 1939, Louise
- 1938, Le Héros de la Marne
- 1938, Le drame de Shanghaï
- 1938, Le voleur de femmes
- 1937, Miarka, la fille à l'ourse
- 1937, Boissière
- 1936, Les loups entre eux
- 1935, L'équipage
- 1935, Quelle drôle de gosse!
- 1935, La marche nuptiale
- 1934, Maria Chapdelaine
- 1933, La merveilleuse tragédie de Lourdes
- 1928, Le tournoi dans la cité
- 1924, Pierre et Jean
- 1923, La porteuse de pain
- 1921, L'ombre déchirée
- 1920, Le carnaval des vérités
- 1915, Les soeurs ennemies